# As Massagistas Profissionais
As Massagistas Profissionais é um filme brasileiro de 1976 do gênero pornochanchada, com direção de Carlo Mossy.

## Sinopse
O Doutor Brochard, proprietário da clínica de massagem "Mãos de Ouro" no Rio de Janeiro, despede duas funcionárias que se relacionavam sexualmente com os clientes, e no lugar delas contrata duas moças simplórias do interior de Minas Gerais, Virgem e Berta. Ao chegarem, as duas moças são apanhadas pelo mulherengo e trambiqueiro Duda e levadas para a pensão de Dona Maria. Na pensão, chegam dois hospedes orientais, Fung Ku e esposa, e Duda logo assedia a mulher. O chinês descobre e persegue Duda até a clínica, onde o trambiqueiro acaba contratado como funcionário e faz novas conquistas amorosas nos intervalos da perseguição.

## Elenco
- Amândio… Fung Ku
- Wilza Carla… Virgem
- Edson Rabello… Duda de Almeida
- Hugo Bidet… Florindo Bocão
- Fernando José…Jacinto Brochard
- Tutu Guimarães...Berta
- Lícia Magna… Maria, dona da pensão
- Marta Moyano… Débora
- Moacyr Deriquém… Artur
- Iara Stein… Mara
- Marta Anderson
- Luiz Antônio Piá
- Adele Fátima… Rosa
- Fátima Leite
- Teresa Bento
- Idel Alberto
- Carlos Nowic
- Kathleen Campos
- Barão